# El Baratillo

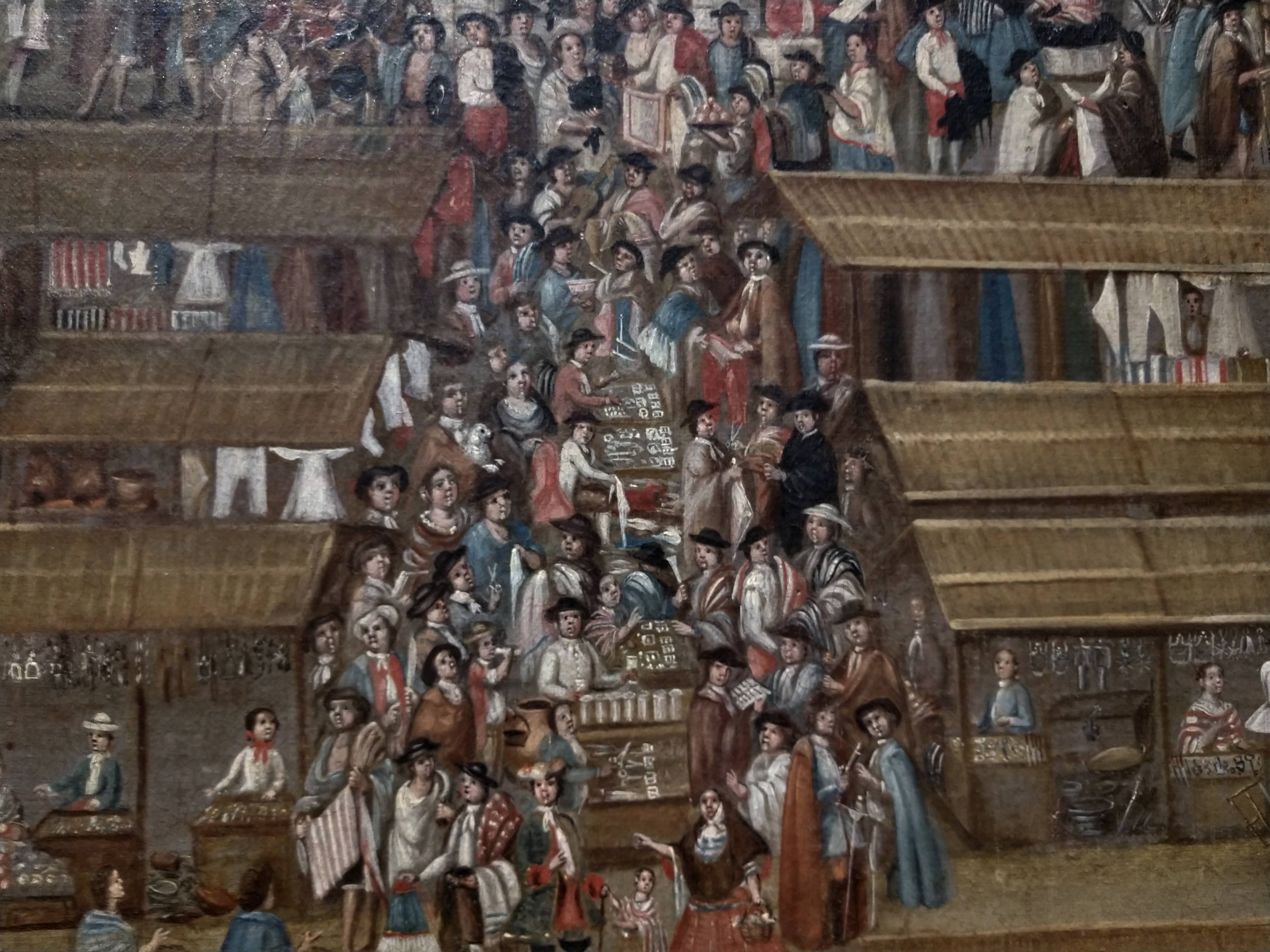
Aspecte del mercat del Baratillo en Plaça Major de la Ciutat de Mèxic per Diego García Conde, 1765. Oli sobre tela.

El Baratillo, baratillo noi, baratillo de la Plaça Major o baratillo dels nois va ser un mercat de la Ciutat de Mèxic, en aquest cas ambulant, establert inicialment en el que avui és anomenat Plaza de la Constitució i que va funcionar com a tal durant diversos segles. Venia manufactures artesanals noves i usades —principalment— i es trobava al centre de la mateixa, compartint espai amb El Parián i el Mercat de Bastiments, altres espais comercials que atenien la demanda de la capital i forana. Va ser remogut del seu emplaçament original en 1795 per instrucció del virrei Juan Vicente de Güemes cap al predi de la Creu del Factor, que ocupa avui l'edifici de l'Assemblea Legislativa, on va romandre fins al segle xix.

## Context
Va ser fins al segle XX quan la producció industrial es va generalitzar i es van tenir productes d'un sol ús i fabricats en sèrie a l'abast de les persones. De manera prèvia, la reutilització constant de robes, trasts, calçat, bastiments, utensilis domèstics i eines va ser una pràctica comuna per a la humanitat i en espais com ''el Baratillo'' això es realitzava de manera ordinària i quotidiana.
En el Virregnat de Nova Espanya, la plaça pública va ser un dels principals lloc de concentració i del desenvolupament de moltes activitats, entre elles el comerç. L'ambient dels mercats de la plaça major era viu, com el d'una fira, amb centenars de comerciants, compradors i simples vianants que concorrien a ella només a conviure amb altres persones i assabentar-se, per exemple, de notícies i successos que es transmetien de manera oral.
La Plaça Major en aquells dies va ser un element indispensable a la ciutat i en ella concorrien centenars de persones, per la qual cosa fins al segle xviii quan van entrar en vigor les reformes borbòniques, es vivia un estat de desordre i de nul·la higiene. Això a causa de la venda de menjars i begudes i les escombraries que generaven els llocs comercials, al fet que les cases usaven els carrers com a drenatge i al fet que les autoritats no tenien consideracions sobre la higiene de la plaça ni a donar-li manteniment.
L'espai mercantil, a més, motivava la socialització i ajudava a mantenir la imatge de les classes socials de la Nova Espanya i la política se segregació vigent, en aquest cas a través del comerç. L'espai construït formalment dins de la plaça va ser ''El Parián'', on venien comerciants espanyols peninsulars productes de luxe i ultramarins; el Baratillo va ser l'espai on espanyols criolls i mestissos venien productes d'estancs i tallers; finalment indígenes —principal però no solament—, proveïen productes com a fruites, verdures i hortalisses fresques al Mercat de Bastiments.
Gairebé des de l'inici del virregnat, en 1530, les autoritats virregnats van veure en la renda de l'espai públic per al comerç una oportunitat d'ingressos i van vendre llicències. Els venedors haurien de comptar amb diferents equipaments per a la venda, des dels més luxosos amb estructures de fusta i tela, sostres de palla, estenedors i taules, fins a les simples teles col·locades en el sòl. La subdivisió i la recaptació de les rendes d'aquests espais es va fer de manera meticulosa i precisa, respectant la segregació i jerarquització social vigent.

## Història
Cap a 1696 el virrei va decidir remoure ''el Baratillo'', decisió a la qual es van rebel·lar habitants de la ciutat i estudiants de la Universitat de Mèxic. En resposta el virrei va afirmar que van ser estudiants indígenes i mestissos els que van provocar la revolta, per la qual cosa es va disposar negar-los l'accés en endavant a la institució. En 1776 el virregnat va emetre noves disposicions per regular el comerç, en la llavors cridada Plaça Major, reduint l'espai del ''Baratillo'' i millorant la circulació entre els seus passadissos.
Després va ser eliminat al segle xix, perquè era considerat "brut" i enlletgia la imatge de la ciutat